# Syndyas
Syndyas är ett släkte av tvåvingar. Syndyas ingår i familjen puckeldansflugor.

## Dottertaxa tillSyndyas, i alfabetisk ordning[1][2]
- Syndyas albipila
- Syndyas amazonica
- Syndyas aterrima
- Syndyas austropolita
- Syndyas brevior
- Syndyas crisis
- Syndyas dapana
- Syndyas dorsalis
- Syndyas elongata
- Syndyas eumera
- Syndyas indumeni
- Syndyas jonesi
- Syndyas jovis
- Syndyas lamborni
- Syndyas lilani
- Syndyas lustricola
- Syndyas melanderi
- Syndyas merbleuensis
- Syndyas minor
- Syndyas nigripes
- Syndyas nitida
- Syndyas opaca
- Syndyas orientalis
- Syndyas parvicellulata
- Syndyas pictipennis
- Syndyas pleuripolita
- Syndyas polita
- Syndyas selinda
- Syndyas sinensis
- Syndyas sola
- Syndyas subsavinios
- Syndyas tomentosa
- Syndyas vitripennis
- Syndyas yunmengshanensis